# Uhlíkový rozpočet
Uhlíkový rozpočet vyjadřuje, kolik uhlíku bylo lidstvem ze zemských sedimentů zoxidováno a kolik ještě zoxidovat smí, aby globální oteplení nepřesáhlo úroveň 2 °C.
Je zásadním sdělením, které přinesla Pátá hodnotící zpráva Mezivládního panelu pro změnu klimatu v letech 2013 a 2014.
Abychom nepřekročili hranici 2 °C, je třeba nespotřebovat více, než 790 Gt celkového uhlíkového rozpočtu od roku 1870. Vzhledem k tomu, že do roku 2015 jsme spotřebovali již zhruba 545 Gt, zbývá nám 245 Gt. Průměrné roční čerpání rozpočtu spalováním fosilních paliv a výrobou cementu činilo v letech 2002 – 2011 8,3 Gt (7,6-9.0 Gt). Z jedné tuny uhlíku se přitom oxidací vytvoří necelé čtyři tuny CO2 – přesněji tři a dvě třetiny tuny, jak plyne z atomových hmotností: 12 pro C a 16 pro O; hmotnost molekuly CO2 je tedy (12+32)/12=3,67 hmotnosti atomu C.
Velké množství vědců se shoduje, že hlavní příčinou globálního oteplování je lidstvo, které od dob průmyslové revoluce produkuje nadměrné množství skleníkových plynů. Podle některých zdrojů spadá až 35 % všech lidstvem vyprodukovaných skleníkových plynů do oblasti energetiky, 24 % do oblasti zemědělství, 21 % vyprodukuje průmysl, 14 % transport a 6,4 % stavitelství.

## 2°C
Na 2 °C jako na hranici, kterou je třeba při globálním oteplování nepřekročit, se v roce 2009 shodli zúčastnění v pořadí patnácté konference Rámcové úmluvy OSN o změně klimatu.
Hranice oteplení o dva stupně Celsia je vytyčenou hranicí, při které se pravděpodobně nerozeběhnou zesilující zpětné vazby představované především uhlíkem a metanem.